# Alexandre Bisson

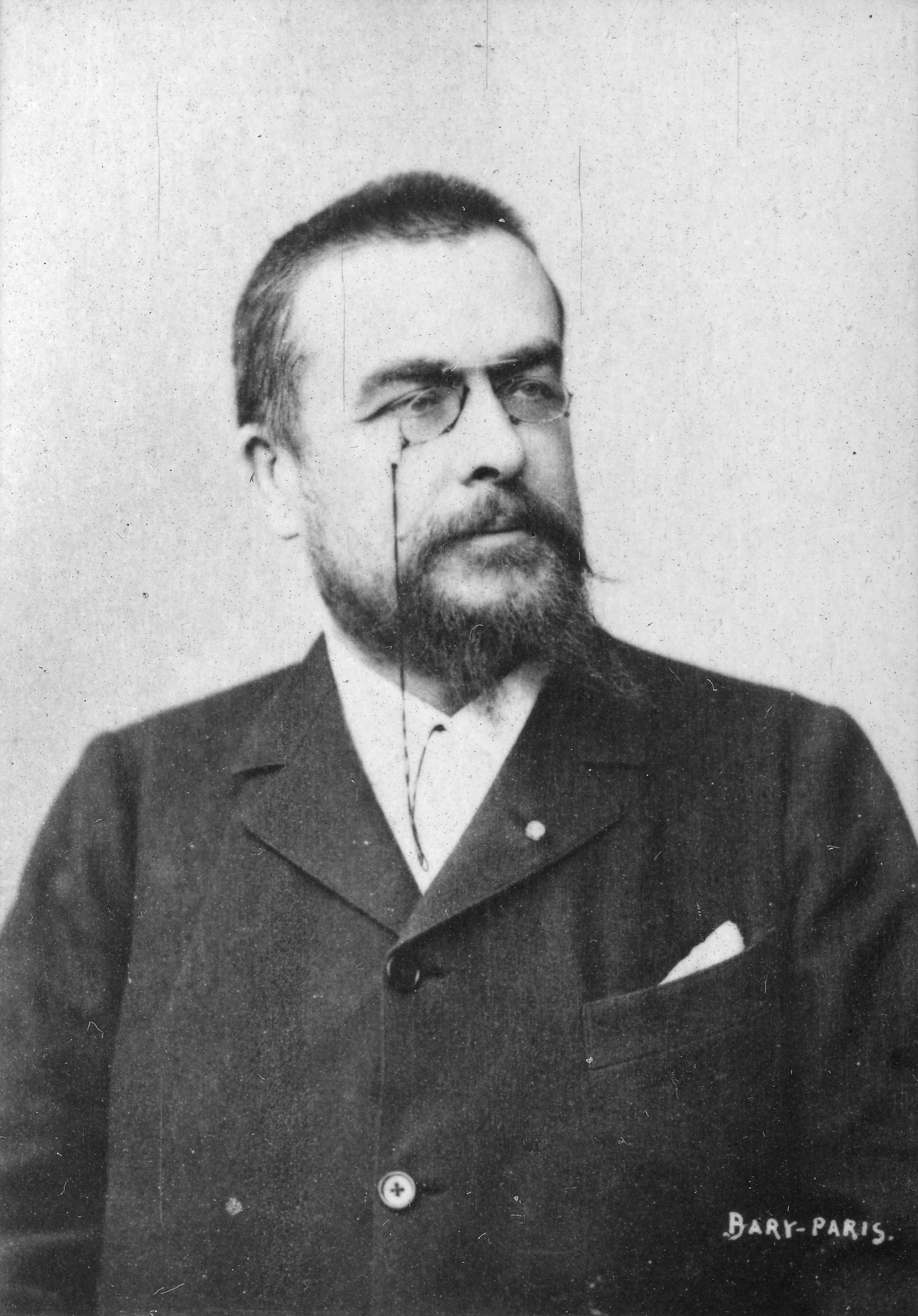
Alexandre Bisson

Alexandre Charles Auguste Bisson (* 9. April 1848 in Briouze, Département Orne, Basse-Normandie; † 27. Januar 1912 in Paris) war ein französischer Dramatiker und Drehbuchautor des ausgehenden 19. Jahrhunderts.
Bisson war an bekannten Pariser Bühnen und später am Broadway tätig.
Sein bekanntestes Theaterstück ist La Femme X aus dem Jahr 1908, das besonders in den USA zu einem ungeheuren Erfolg wurde. Die Geschichte dreht sich um eine Frau der besseren Gesellschaft, die durch eine Indiskretion in Verruf gerät und immer tiefer und tiefer sinkt. Sie verlässt Mann und Kind, um am Ende des Mordes angeklagt und vom eigenen Sohn verteidigt zu werden. Madame X wurde mehrfach verfilmt, so 1929 als Tonfilm mit Ruth Chatterton und 1966 mit Lana Turner in der Hauptrolle. 2006 in Chicago sogar eine Musicalfassung aufgeführt.
Ebenfalls mehrfach verfilmt wurde seine Komödie Der Schlafwagen-Kontrolleur, so bereits 1913 als Stummfilm, 1935 von Richard Eichberg (in einer deutschen und einer französischen Fassung) und 1971 von Heinz Schirk in einer Fernsehfassung von Herbert Asmodi.

## Dramatische Werke (Auswahl)
- 1882: 115, Rue Pigalle
- 1886: Une Mission délicate
- 1886: Un Conseil Judiciaire
- 1887: Ma Gouvernante
- 1888: Les Surprises du divorce (mit Antony Mars)
- 1892: Der Abgeordnete von Bombignac (Le Député de Bombignac)
- 1893: Der Maskenball (Le Veglione (le Bal masqué)) (mit Albert Carré)
- 1895: Monsieur le Directeur ! (mit Fabrice Carré)
- 1896: Disparu !!!
- 1897: Eifersucht (Jalouse)
- 1897: La famille Pont-Biquet
- 1898: Der selige Toupinel (Feu Toupinel)
- 1898: Der Schlafwagenkontrolleur (Le Contrôleur des wagons-lits)
- 1900: Château historique !
- 1901: Der brave Richter (Le Bon juge)
- 1907: Les Plumes du paon
- 1908: Madame X / Die fremde Frau (La Femme X)